# Književnost u 1521.
◄◄ | ◄ | 1518. | 1519. | 1520. | 1521.  | 1522. | 1523. | 1524. | ► | ►►
Arhitektura • Astronomija • Glazba • Kazalište • Kiparstvo • Knjige • Književnost • Kršćanstvo • Medicina • Politika • Pravo • Promet • Slikarstvo • Znanost
Književnost u 1521.

## Hrvatska i u Hrvata

### Književna djela
- Judita Marka Marulića

## Vanjske poveznice
|  | Zajednički poslužitelj ima još gradiva o temi Književnost u 1521. |